# ساندور وولف
ساندور وولف (بالألمانية: Sándor Wolf)‏ هو جامع ‏ نمساوي، ولد في 21 نوفمبر 1871 في آيزنشتات في النمسا، وتوفي في 2 يناير 1946 في حيفا في إسرائيل.